# Сільвія Бонго Ондімба
Сільвія Валентин Бонго Ондімба (нар. 11 березня 1963) — дружина Президента Габону Алі бен Бонго Ондімби з 1989 року. Стала першою леді Габону після інавгурації її чоловіка як президента Габону 16 жовтня 2009 року. У січні 2011 року створила фонд Сільвії Бонго Ондімба «Для сім'ї», щоб «поліпшити становище вразливих і знедолених людей у всьому світі».

## Походження та родина
Народженій у Парижі Сільвії Валентин було лише два місяці, коли її батьків перевели на роботу до Дуали — найбільшого міста Камеруну. Вона є донькою Едуарда Валентина (пом. 28 січня 2019 року), французького бізнесмена, який очолював групу під назвою Omnium Gabonais d'Assurances et de Réassurances (OGAR, Габонське страхування та перестрахування). Дружина Едуарда Валентина, Евелін Валентин, потім стала секретарем президента Бонго Ондімби.
Сільвія провела більшу частину свого дитинства в Камеруні разом зі своїми братами і сестрами, перш ніж їх сім'я переїхала до Тунісу.
У 1974 році, після тривалого перебування родини Валентина в Тунісі, Сільвія та її батьки вирішили переїхати до Габону, де вона отримала академічну та християнську освіту в Інституті Непорочного Зачаття в Лібревілі .
У 1988 році 25-річна Сільвія познайомилася з Алі Бонго Ондімбою та через рік, у 1989 році, вийшла за нього заміж. У шлюбі троє дітей: Нуреддін Едуар, Джаліл та Білал, усиновлені подружжям у 2002 році. Ще є Маліка — перша донька Алі бен Бонго Ондімби від попередніх стосунків.
16 жовтня 2009 року, коли Алі Бонго Ондімба був обраний президентом, Сільвія Бонго Ондімба стала першою леді Габону.
Її онуки — Елізабет, Дебора і Дая Бонго.

## Навчання
Сільвія Бонго Ондімба отримала освітній ступінь вищого рівня (DESS) з корпоративного управління у Франції, а потім вирішила повернутися до Габону.

## Кар'єра
Сільвія Бонго Ондімба була найнята та підвищена до посади заступника керуючого директора найбільшої в країні компанії з нерухомості Gabon Immobilier, де її призначили відповідальною за маркетинг і економічний розвиток компанії.
У 1990 році вона створила власну компанію з управління капіталом Alliance S.A.

## Позбавлення волі
11 жовтня 2023 року її обрали під варту та взяли під варту..

## Фонд Сільвії Бонго Ондімба
Дії:
- Фонд Сільвії Бонго Ондімба започаткував проєкт, відомий як «Караван через глибинку Габону»[5], місія якого полягала в записі скарг, які висувають жителі більш ізольованих районів країни.
- Фонд Сільвії Бонго Ондімби прийняв резолюцію відзначати 23 червня кожного року як Міжнародний день вдів у рамках проєкту, ініційованого самою Сільвією Бонго Ондімба.[6]
- У квітні 2011 року Фонд Сільвії Бонго Ондімба подарував населенню Габону загалом 18 000 москітних сіток.[7]
- У жовтні 2010 року Фонд Сільвії Бонго Ондімба пожертвував 250 електричних самокатів, милиць та інвалідних візків на користь кількох асоціацій допомоги інвалідам.[8]
- Мікрофінансовий проєкт Akassi, спонсорований Фондом Сільвії Бонго Ондімба, призначений для сприяння підприємництву серед габонських жінок та їхніх сімей.[9][10]